# Walter Blumenberg
Walter Blumenberg (* 13. Januar 1895 in Hajen (Emmerthal); † 7. November 1968 in Hannover) war ein deutscher Hygieniker und Hochschullehrer.

## Leben
Blumenberg beendete 1912 seine Schullaufbahn am Gymnasium in Hameln und absolvierte ab 1913 ein Medizinstudium an den Universitäten Marburg, Göttingen und Jena. Ab 1913 war er Mitglied der Burschenschaft Alemannia Göttingen. Nach Ausbruch des Ersten Weltkrieges unterbrach er sein Studium und leistete als Kriegsfreiwilliger Militärdienst im Deutschen Heer und wurde u. a. mit dem Eisernen Kreuz I. und II. Klasse ausgezeichnet. Nach Kriegsende wurde er als Leutnant der Reserve aus dem Heer entlassen und schloss sich 1921 der paramilitärischen Organisation Stahlhelm an und trat von dort 1924 in den Völkischen Frontkämpferbund über. 1926 heiratete er Maria, geborene Gehrt. Das Paar bekam drei Kinder.
Nachdem er 1920 in Jena mit dem Staatsexamen sein Studium beendet hatte, wurde er dort 1921 approbiert und zum Dr. med. promoviert. Anschließend war er als Assistent bei Gustav Ricker in Magdeburg und ab 1924 am Hygiene-Institut der Universität Königsberg unter Hugo Selter, wo er sich 1926 habilitierte. Im selben Jahr folgte er Selter als Privatdozent an die Universität Bonn, wo er zunächst als Assistent, ab 1928 als Oberassistent und ab 1933 als außerordentlicher Professor am dortigen Hygiene-Institut tätig wurde.
Bereits zum 1. November 1931 war er der NSDAP beigetreten (Mitgliedsnummer 695.719). Des Weiteren gehörte er dem NS-Ärztebund an. Nach der Machtübergabe an die Nationalsozialisten trat er der SS (SS-Nr. 122.827) bei und stieg dort im September 1938 bis zum SS-Obersturmführer auf. 1934 wurde er Stadtrat in Bonn und Vertrauensmann der NSDAP-Reichsleitung an der Medizinischen Fakultät der Universität Bonn.
Blumenberg übernahm von 1934 bis 1945 den Lehrstuhl für Hygiene und Bakteriologie der Universität Breslau, wo er als Direktor dem dortigen Hygiene-Institut vorstand. Auch in Breslau wurde er nach seinem Amtsantritt zum Vertrauensmann der Hochschulkommission der NSDAP an der Medizinischen Fakultät ernannt. 1935/36 war Blumenberg außerdem Gaudozentenbundführer von Schlesien.
Nach Kriegsende war er als Professor z.W. („zur Wiederverwendung“) und Facharzt für Laboratoriumsdiagnostik niedergelassen und ab 1950 auch als Experte für Tuberkulose und Epidemiologie an einem Privatinstitut in Hannover tätig. Ab 1963 arbeitete er gemeinsam mit seinem Sohn, Friedrich Karl Blumenberg.